# ژان مارکه
ژان مارکه (به فرانسوی: Jean Marquet) نویسنده قرن نوزدهم میلادی اهل فرانسه بود.